# Horyzont 2020
Horyzont 2020 – program ramowy w zakresie badań naukowych oraz innowacji realizowany w latach 2014–2020 przez Unię Europejską. W momencie powstania Horyzont 2020 był największym programem realizowanym przez Unię Europejską w zakresie badań i innowacji a jego budżet wynosił 80 mld euro. 
Program skierowany był dla przedsiębiorstw oraz publicznych lub prywatnych jednostek badawczych (np. uczelni, instytutów) i umożliwiał uzyskanie finansowania jedynie w formie instrumentów zwrotnych w postaci kredytów, leasingu, pożyczek, poręczeń oraz instrumentów udziałowych.
W porównaniu do wcześniejszych programów o podobnym zakresie realizowanych przez Unię Europejską Horyzont 2020 wyróżniał się znacznym uproszczeniem procedur wnioskowania o fundusze oraz ich późniejszego rozliczania. Pozwoliło to na przykład na skrócenie czasu od złożenia wniosku do podpisania umowy z około 18 do 6 miesięcy. 
Program dopuszczał możliwość finansowania projektów realizowanych w krajach nie należących do Unii Europejskiej oraz przez organizacje międzynarodowe. 
Po zakończeniu program zastąpiony został przez program Horyzont Europa, przewidziany do realizacji w latach 2021-2027.

## Historia programu
Prace przygotowawcze realizowane były przez Komisję Przemysłu, Badań Naukowych i Energii Parlamentu Europejskiego w okresie wrzesień-październik 2013 roku. Następnie projekt został poddany głosowaniu na posiedzeniu plenarnym Parlamentu Europejskiego i został ostatecznie przyjęty przez Parlament Europejski i Radę Unii Europejskiej w grudniu 2013 roku.

## Struktura programu
Oparta jest na 3 filarach, z których każdy ma opracowana cele szczegółowe:
Doskonała baza naukowa
Wiodąca pozycja w przemyśle
- dominująca pozycja w branżach: informacyjno-komunikacyjnej, nanotechnologicznej, biotechnologicznej, przemysłu kosmicznego
- dostęp do finansowania
- innowacje w MSP

Wyzwania społeczne, w zakresie:
- ochrony zdrowia i zmian demograficznych
- rolnictwa, zasobów wodnych oraz biogospodarki
- bezpieczeństwa, czystej i wydajnej energii
- transportu
- klimatu, środowiska i zasobów naturalnych
- rozwoju społecznego
- wolności i bezpieczeństwa

Horyzont 2020 to połączenie 3 inicjatyw rozwoju nauki realizowanych w Europie:
1. 7 PR – Program Ramowy w zakresie badań i rozwoju technologicznego
2. EIT – Europejski Instytut Innowacji i Technologii
3. CIP – Instrumenty wsparcia innowacyjności Programu ramowego na rzecz konkurencyjności i innowacji

## Obszary objęte wsparciem
- mikro- i nanotechnologia,
- fotonika,
- biotechnologia,
- zaawansowane materiały,
- zaawansowane systemy produkcyjne.